# Edward Maalouf
Pour les articles homonymes, voir Maalouf.
Edward Maalouf, né le 11 décembre 1968 à Hadeth, est un coureur cycliste handisport libanais. Seul représentant de son pays aux Jeux paralympiques à deux reprises, il y obtient deux médailles de bronze en 2008.

## Biographie
Edward Maalouf naît le 11 décembre 1968 à Hadeth dans le gouvernorat du Mont-Liban. Alors ouvrier dans le bâtiment, il fait une lourde chute du sixième étage d'un immeuble en construction à Beyrouth en 1995 et devient par la suite paraplégique.
Quelques années plus tard, il commence à pratiquer le cyclisme handisport. En 2006, il s'affirme en remportant le marathon handisport fauteuil de New York. L'année suivante, il devient vice-champion du monde dans la catégorie HCB (en) (course en ligne).
En 2008, il participe aux Jeux paralympiques où il est le seul représentant du Liban (en). Il a suivi un entraînement strict aux Pays-Bas, accompagné de deux entraîneurs spécifiques, avant de se rendre à Pékin. Il obtient deux médailles de bronze lors des épreuves de course en ligne et de contre-la-montre HCB,. Il devient le premier libanais à obtenir deux médailles, Jeux paralympiques et olympiques confondus. Il regrettera par la suite avoir manqué de soutien de la part des autorités libanaises.
Quatre ans après, il est sélectionné pour les Jeux paralympiques de 2012 pour défendre ses médailles. Comme en 2008, il est le seul athlète de la délégation libanaise. Il termine avec un tour de retard l'épreuve de course en ligne et finit 9e à celle du contre-la-montre.